# Cold Springs (comté d'El Dorado, Californie)
Cold Springs est une census-designated place du comté d'El Dorado, dans l'État de Californie, aux États-Unis,. En 2020, elle compte une population de 556 habitants.